# Eerste divisie (mannenhandbal) 1985/86
De eerste divisie is de op een na hoogste afdeling van het Nederlandse handbal bij de heren op landelijk niveau. In het seizoen 1985/1986 werden Hercules en Tachos kampioen en promoveerden naar de eredivisie. ESCA, de Griffioen, Achilles en Mountain Stars degradeerden naar de tweede divisie.
Door de fusie tussen Utile Dulci en Sport Vereent werd het team van Sport Vereent vervangen door UDSV.

## Opzet
- De kampioen promoveert rechtstreeks naar de eredivisie (mits er niet al een hogere ploeg van dezelfde vereniging in de eredivisie speelt).
- De twee ploegen die als laatste eindigen, degraderen rechtstreeks naar de tweede divisie.

## Eerste divisie A

### Teams
| Ploeg        | Plaats      | Provincie     |
| ------------ | ----------- | ------------- |
| Aalsmeer 2   | Aalsmeer    | Noord-Holland |
| CSV          | Akersloot   | Noord-Holland |
| de Griffioen | Wolvega     | Friesland     |
| HAKA/E&O 2   | Emmen       | Drenthe       |
| ESCA         | Arnhem      | Gelderland    |
| Hercules     | Hengelo     | Overijssel    |
| Jahn II      | Stadskanaal | Groningen     |
| Olympia H    | Hengelo     | Overijssel    |
| Slotervaart  | Slotervaart | Noord-Holland |
| Sparta '75   | Groningen   | Groningen     |
| UDI          | Arnhem      | Gelderland    |
| Volendam     | Volendam    | Noord-Holland |

### Stand
| Pos | Club         | Wed | Ptn | Opmerking                         |
| --- | ------------ | --- | --- | --------------------------------- |
| 1   | Hercules     | 22  | 33  | Promoveert naar de eredivisie     |
| 2   | Jahn II      | 22  | 33  |                                   |
| 3   | Slotervaart  | 22  | 27  |                                   |
| 4   | Volendam     | 22  | 26  |                                   |
| 5   | Aalsmeer 2   | 22  | 23  |                                   |
| 6   | Sparta '75   | 22  | 22  |                                   |
| 7   | CSV          | 22  | 21  |                                   |
| 8   | Olympia H    | 22  | 18  |                                   |
| 9   | HAKA/E&O 2   | 22  | 18  |                                   |
| 10  | UDI          | 22  | 16  |                                   |
| 11  | ESCA         | 22  | 15  | Degradeert naar de Tweede divisie |
| 12  | de Griffioen | 22  | 12  | Degradeert naar de Tweede divisie |

## Eerste divisie B

### Teams
| Ploeg          | Plaats         | Provincie     |
| -------------- | -------------- | ------------- |
| Achilles       | Apeldoorn      | Gelderland    |
| Attila         | Utrecht        | Utrecht       |
| BDC            | Soest          | Utrecht       |
| Bevo           | Beringe        | Limburg       |
| EMM            | Middelburg     | Zeeland       |
| Internos       | Etten-Leur     | Noord-Brabant |
| Meteoor        | Eindhoven      | Noord-Brabant |
| Mountain Stars | Raamsdonksveer | Noord-Brabant |
| Quintus        | Kwintsheul     | Zuid-Holland  |
| Sittardia 2    | Sittard        | Limburg       |
| Tachos         | Waalwijk       | Noord-Brabant |
| UDSV           | Zuilen         | Utrecht       |

### Stand
| Pos | Club           | Wed | Ptn | Opmerking                         |
| --- | -------------- | --- | --- | --------------------------------- |
| 1   | Tachos         | 22  | 40  | Promoveert naar de eredivisie     |
| 2   | UDSV           | 22  | 30  |                                   |
| 3   | Attila         | 22  | 27  |                                   |
| 4   | Bevo           | 22  | 25  |                                   |
| 5   | Quintus        | 22  | 25  |                                   |
| 6   | Sittardia 2    | 22  | 25  |                                   |
| 7   | Meteoor        | 22  | 21  |                                   |
| 8   | BDC            | 22  | 20  |                                   |
| 9   | Internos       | 22  | 18  |                                   |
| 10  | EMM            | 22  | 16  |                                   |
| 11  | Achilles       | 22  | 12  | Degradeert naar de Tweede divisie |
| 12  | Mountain Stars | 22  | 5   | Degradeert naar de Tweede divisie |